# Duncan Perrillat
Duncan Perrillat (né le 10 août 1993 à Lyon) est un athlète français, spécialiste des épreuves de demi-fond et de fond.

## Carrière
Duncan Perrillat est médaillé d'or par équipes et se classe 30e en individuel aux Championnats d'Europe de cross-country 2021 à Dublin.
En octobre 2021, Duncan est victorieux des France de marathon à Rennes en 2 h 14 min 49 s, mais le titre national ne lui est pas attribué car il ne portait pas sa tunique de club, comme le spécifie le règlement de la Fédération Française d'Athlétisme.
Il remporte à nouveau le Marathon Vert de Rennes en 2022 et améliore son chrono de l'année précédente en terminant en 2 h 12 min 37 s.
En novembre 2022 il est officiellement sacré champion de France de marathon à Deauville, après s'être imposés en 2 h 17 min 41 s.
En juin 2023, il s'aligne sur le format ultra de l’Ultra du Saint-Jacques by UTMB®, long de 126 kilomètres et 5250 mètres de dénivelé positif et créé la surprise puisqu'il l'emporte en 13 h 08 min 37 s, avec plus de 22 minutes d'avance sur son plus proche poursuivant.
En septembre 2023, il tente sa chance sur la distance reine de l'Ultra-Trail du Mont-Blanc (171 km), mais doit abandonner après 50 km de course, pour cause de crampes à l’estomac.

## Records
| Épreuve            | Temps          | Lieu     | Date              |
| Route              | Route          | Route    | Route             |
| ------------------ | -------------- | -------- | ----------------- |
| 10 km              | 29 min 25 s    | Nice     | 5 janvier 2020    |
| 20 km              | 1 h 3 min 20 s | Paris    | 30 octobre 2022   |
| Semi-marathon      | 1 h 3 min 46 s | Lyon     | 2 octobre 2022    |
| Marathon           | 2 h 9 min 2 s  | Séville  | 23 février 2025   |
| Piste en plein air |                |          |                   |
| 800 m              | 2 min 4 s 49   | Grenoble | 24 avril 2014     |
| 1000 m             | 2 min 37 s 11  | Grenoble | 28 septembre 2013 |
| 1 500 m            | 3 min 59 s 45  | Grenoble | 25 avril 2015     |
| 3 000 m            | 8 min 25 s 15  | Valence  | 21 mai 2021       |
| 3 000 m Steeple    | 8 min 56 s 58  | Pontoise | 21 mai 2022       |
| 5 000 m            | 14 min 7 s 53  | Vernon   | 12 juin 2021      |
| 10 000 m           | 29 min 28 s 04 | Pacé     | 29 août 2020      |